# 武公 (鄭)
武公（ぶこう、 ? - 紀元前744年）は中国春秋時代初期の鄭の君主（在位：紀元前770年 - 紀元前744年）。姓は姫。諱は掘突。桓公友の子。父の後を継いで、従子でもある周の平王を補佐して、鄭を強国にした。申侯の娘の武姜を妻に迎え、太子寤生（荘公）と公子叔段を産んだ。

## 略歴
武公の父の桓公（姫友）は、武公の従兄である周の幽王（平王の父）に仕えて重きをなしたが、幽王は暗君で周が異民族の攻撃を受けたときにこれを助けようとする諸侯は桓公しかいなかった。桓公はあらかじめ周の敗北を予見しており、戦塵を避けるために鄭の国民を東の東虢や鄶などの諸国に預けていた。桓公は戦死して嫡子の掘突が立って武公となった。
武公は周の平王をたすけて王室を安定させ、周王の信頼を得るとはじめて東方の諸国に自国民の返還を求めた。東方諸国はこれを拒絶したので、これらを攻め滅ぼした。鄭の国民は武公の下に集まり、武公はかれらを糾合して新しい都を新鄭に定めた。
新鄭は中原に位置し、交通の要衝を占めたので鄭はこののち大発展した。また、新鄭は堅城としても名高く、幾度も難敵を退けた。

## 鄭の武公を主人公とした作品
- 宮城谷昌光 『豊饒の門』（沈黙の王） - 周の東遷を扱った作品。